# Budapest Hurricanes 2011
Questa voce raccoglie le informazioni riguardanti i Budapest Hurricanes nelle competizioni ufficiali della stagione 2011.

## Divízió II 2011

### Stagione regolare
| Székesfehérvár 12 marzo 2011 1ª giornata | Fehérvár Enthroners | 0 – 35 | Budapest Hurricanes | Köfém rugby pálya |

| Debrecen 26 marzo 2011 2ª giornata | Debrecen Gladiators | 6 – 41 | Budapest Hurricanes | Gázvezeték salakmotorpálya |

| Budapest 9 aprile 2011 4ª giornata | Budapest Hurricanes | 35 – 0 | Újpest Bulldogs | Építők Sporthostel |

| Budapest 7 maggio 2011 8ª giornata | Budapest Eagles | 7 – 42 | Budapest Hurricanes | Építők Sporthostel |

| Budapest 22 maggio 2011 10ª giornata | Budapest Hurricanes | 47 – 12 | Tata Mustangs | Építők Sporthostel |

### Playoff
| Budapest 10 luglio 2011 Semifinale | Budapest Hurricanes | 35 – 0 | Budapest Cowboys 2 | Építők Sporthostel |

| Dunaújváros 17 luglio 2011 Duna Bowl | Budapest Hurricanes | 49 – 14 | Újpest Bulldogs | Eszperantó úti Stadion |

## Austrian Football Division 2 2011

### Stagione regolare
| Budapest 16 aprile 2011 4ª giornata | Budapest Hurricanes | 42 – 21 (14-7 7-6 7-8 14-0) | Zagreb Patriots | Építők Sporthostel |

| Korneuburg 30 aprile 2011 6ª giornata | Danube Dragons 2 | 7 – 37 (0-0 7-14 0-15 0-8) | Budapest Hurricanes | Rattenfängerstadion |

| Budapest 28 maggio 2011 10ª giornata | Budapest Hurricanes | 55 – 19 | Danube Dragons 2 | Építők Sporthostel |

| Zagabria 4 giugno 2011 11ª giornata | Zagreb Patriots | 26 – 20 | Budapest Hurricanes |  |

### Playoff
| Villaco 18 giugno 2011 Semifinale | Black Lions 2 | 34 – 36 (13-14 7-0 0-7 14-15) | Budapest Hurricanes | Stadion Villach-Lind |

| Schwaz 3 luglio 2011 Iron Bowl | Schwaz Hammers | 13 – 31 | Budapest Hurricanes | Regionales Sportzenrum |

## Statistiche di squadra
| Competizione                 | %Vittorie | In casa | In casa | In casa | In casa | In casa | In casa | In trasferta | In trasferta | In trasferta | In trasferta | In trasferta | In trasferta | Totale | Totale | Totale | Totale | Totale | Totale |
| Competizione                 | %Vittorie | G       | V       | N       | P       | Pf      | Ps      | G            | V            | N            | P            | Pf           | Ps           | G      | V      | N      | P      | Pf     | Ps     |
| ---------------------------- | --------- | ------- | ------- | ------- | ------- | ------- | ------- | ------------ | ------------ | ------------ | ------------ | ------------ | ------------ | ------ | ------ | ------ | ------ | ------ | ------ |
| MAFSZ D2 - Stagione regolare | 1.000     | 2       | 2       | 0       | 0       | 82      | 12      | 3            | 3            | 0            | 0            | 118          | 13           | 5      | 5      | 0      | 0      | 200    | 25     |
| MAFSZ D2 - Playoff           | 1.000     | 2       | 2       | 0       | 0       | 84      | 14      | 0            | 0            | 0            | 0            | 0            | 0            | 2      | 2      | 0      | 0      | 84     | 14     |
| AFD2 - Stagione regolare     | .750      | 2       | 2       | 0       | 0       | 97      | 40      | 2            | 1            | 0            | 1            | 57           | 33           | 4      | 3      | 0      | 1      | 154    | 73     |
| AFD2 - Playoff               | 1.000     | 0       | 0       | 0       | 0       | 0       | 0       | 2            | 2            | 0            | 0            | 67           | 47           | 2      | 2      | 0      | 0      | 67     | 47     |
| Totale                       | .923      | 6       | 6       | 0       | 0       | 263     | 66      | 7            | 6            | 0            | 1            | 242          | 93           | 13     | 12     | 0      | 1      | 505    | 159    |